# WikiHouse
WikiHouse è un progetto open source per disegnare e costruire piccole ed economiche case (principalmente in legno), partendo da strutture facilmente impilabili, leggere e che possano essere trasportate e montate da personale non specializzato, rese più rigide e resistenti rispetto ad una cabina in legno grazie ad una particolare sagomatura e struttura. L'intenzione è rendere semplice e democratica la costruzione di abitazioni sostenibili, impiegando al contempo la minor quantità di materiali possibile.

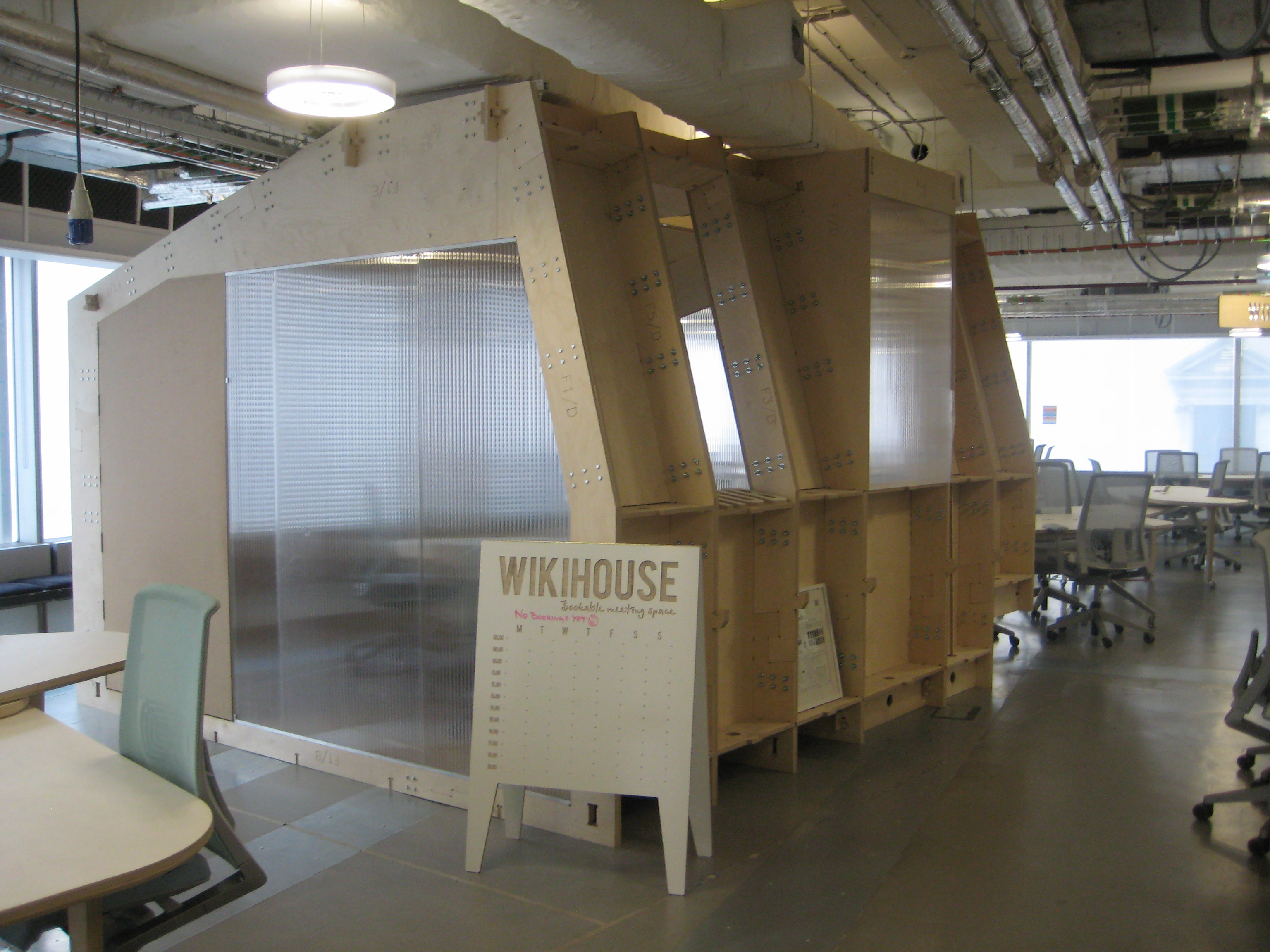
Prototipo di WikiHouse presentato a Westminster in Inghilterra.

## Storia
Il progetto è iniziato durante l'estate del 2011, da parte di Alastair Parvin e Nick Ierodiaconou dell'impresa 00, una ditta londinese di design, assieme a Tav di Espians, James Arthur e Steve Fisher della Momentum Engineering.
La prima presentazione è avvenuta nella Gwangju Design Biennale di Gwangju in Corea del Sud. Da allora il progetto è cresciuto per includere molte sezioni nazionali attorno al mondo.
WikiHouse consente agli utenti di scaricare piani di costruzione sotto licenza Creative Commons dal suo website, di modificarli con un programma chiamato SketchUp, e di utilizzarli per creare pezzi simili a un puzzle eseguite in compensato e/o in cartongesso con una macchina a controllo numerico, operata dal computer, nota come router CNC.
La costruzione delle strutture di una WikiHouse non richiede di parti speciali (come giunti, chiodi particolari, travi in acciaio, ecc.) perché le parti di legno, relativamente piccoli pezzi, si incastrano e si agganciano assieme con connessioni tipo a cuneo, a dado, a piolo, a rilievo, con scanalature, spesso ispirate dall'architettura tradizionale della Corea..
La struttura di una WikiHouse può essere assemblata in meno di un giorno da gente senza alcun addestramento formale nelle tecniche della costruzione. Alla struttura poi deve essere aggiunto l'isolamento termoacustico, il rivestimento murale (cladding), i cavi elettrici, del telefono, della televisione e della connessione ethernet (con fili RJ-45), e nelle aree della cucina e i bagni gli scarichi fognari e i tubi delle acqua corrente e delle acque grigie, prima che possa ricevere il certificato di abitabilità.

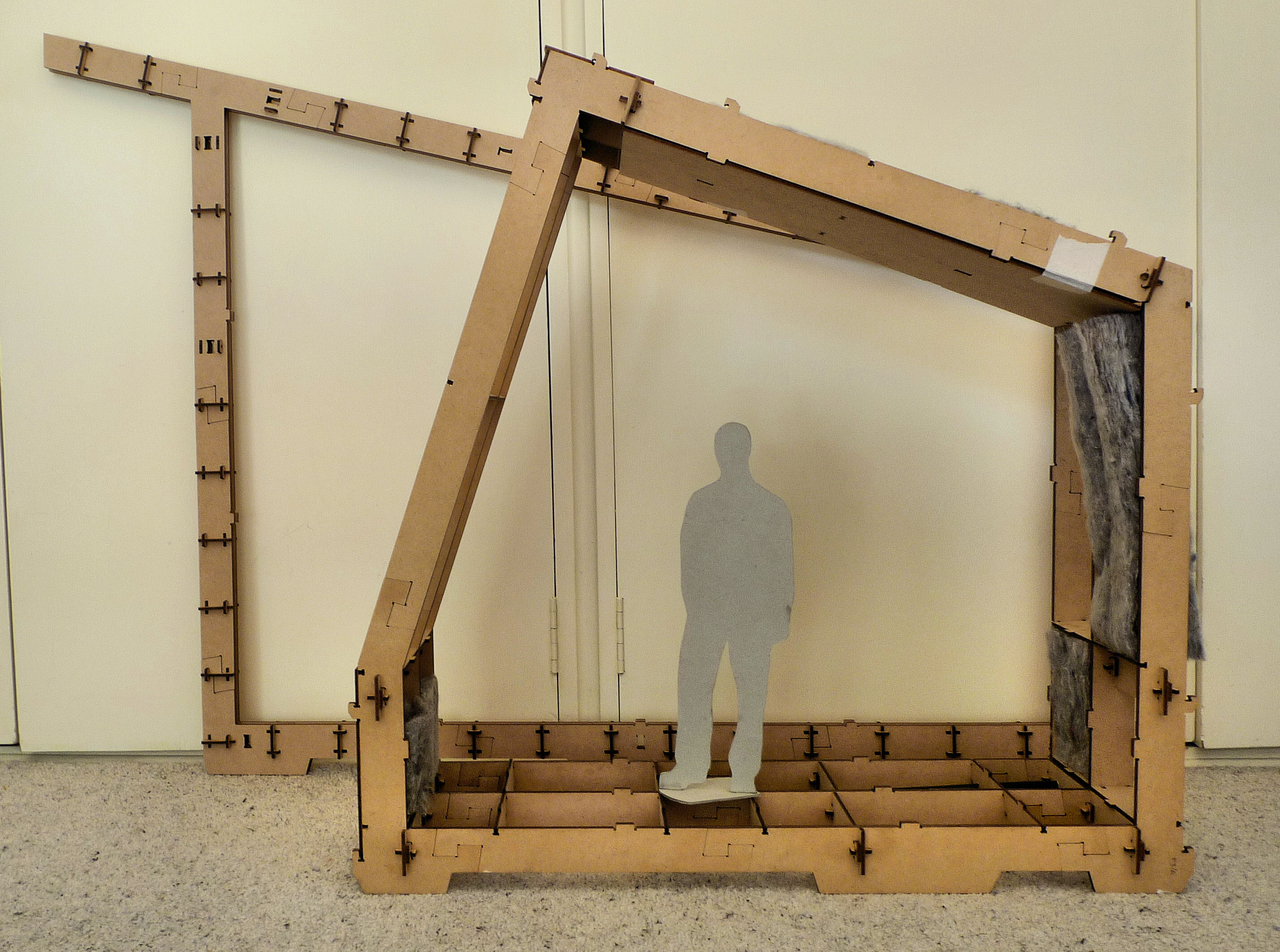
Modelli in scala di due modelli di different WikiHouse

Al dicembre del 2013, non esistono WikiHouse abitate, anche se esiste qualche prototipo completo, oltre a una tettoia-rifugio per camminatori nella località di Fridaythorpe, in Gran Bretagna. Queste WikiHouse sono strutture di un singolo piano, a pianta quadrata con tetti inclinati, che spesso sono il prolungamento delle pareti, e piccole basi di cemento come fondazione che misurano circa 16,3 m2.

## WikiHouseRio
Dopo aver vinto una somma di denaro nell'esposizione TEDGlobal del giugno 2012, il progetto reinvestì il denaro ricevuto nel concorso in una partnership con il governo brasiliano, che si proponeva, tramite il progetto "Dharma" di mobilitare la gioventù per realizzare opere al servizio della collettività. L'agenzia di analisi BrazilIntel cooperava per costruire WikiHouse nelle più povere favela della città di Rio de Janeiro. L'obiettivo della partnership, denominato WikiHouseRio, era quello di fornire un singolo "opificio" dove si potesse installare un router CNC da condividere con la comunità mentre si consentiva e si incoraggiava i membri della comunità a sviluppare le proprie capacità e idee nel progettare e costruire questo tipo di edifici. Il team WikiHouse si propone, eventualmente, di creare simili laboratori in altre comunità sottosviluppate nel mondo. Vi sono anche piani per l'utilizzo di WikiHouse come case di emergenza da adoperare come primo rifugio d'emergenza (tenendole ripiegate in luoghi d'immagazzinamento, in paesi molto sismici come Haiti, il Giappone, e la Nuova Zelanda.

## Reazione dei media
La reazione dei media al progetto WikiHouse si è focalizzata soprattutto nell'enfasi dato alla natura sperimentale del progetto,, che è stata paragonata ai mobili dell'IKEA, ed è stata messa in risalto la difficoltà potenziale nel trovare e finanziare i router CNC.
Lo scrittore di fantascienza Bruce Sterling ha dato un parere positivo sul progetto WikiHouse, descrivendolo molto favorevolmente, come un'abitazione che "Molto probabilmente io stesso potrei costruire e abitare".